# 현악 사중주 3번 (브람스)
《현악 사중주 3번 내림나장조 작품번호 67》는 요하네스 브람스가 1875년 여름에 작곡했고, 프리츠 짐로크의 회사가 출판했다. 1876년 베를린에서 초연했다. 연주시간은 약 30분이다.

## 악장
- Vivace
- Andante
- Agitato
- Poco Allegretto

## 작곡 경위
하이델베르크 근교의 치겔하우젠에서 썼으며, 네덜란드에서 브람스를 도와줬던 아마추어 첼로 연주자 테오도르 빌헬름 엥엘만 교수에게 바쳤다.